# هيكتور سالازار
هيكتور سالازار (بالإسبانية: Héctor Luis Palma Salazar)‏ يشار إليه عادةً باسمه المستعار الغويرو وهو تاجر مخدرات مكسيكي سابق وزعيم كارتل سينالوا إلى جانب خواكين غوزمان لويرا ألقي القبض عليه في 23 يونيو 1995 حيث تم اتهامه بالقتل المزدوج وتم تسليمه إلى الولايات المتحدة ، حيث قضى عقوبة بالسجن حتى يونيو 2016 ثم تم ترحيله إلى المكسيك في نفس العام.

## حياته
ولد في موكوريتو، سينالوا ، المكسيك في منتصف الأربعينيات بدأ حياته في الجريمة باعتباره سارق سيارات وعمل في نهاية المطاف كمسلح لـميغيل أنخيل فيليكس غالاردو في كارتل غوادالاخارا.

## فساد
تمكن هيكتور سالازار من إدخال نفسه في أعماق الشرطة القضائية الفيدرالية المكسيكية وتجنب الكشف عن طريق التظاهر كواحد منهم في زي الشرطة واكتشف لاحقًا أنه كان قادرًا على تجنب القبض عليه من خلال البقاء في منزل قائد الشرطة المحلي.
لقد تم توثيق الفساد داخل قوة الشرطة ليشمل النظام القضائي من خلال رشوة القضاة، تهربت كارتل سينالوا من المحاكمة مرارًا وتكرارًا، في عام 2004 تم إلقاء القبض على 18 رجلاً بحوزتهم 28 مدفع رشاش، مدفعين يدويين، 10 ألف طلقات ذخيرة، 12 قاذفة قنابل يدوية، 18 قنبلة يدوية، قنابل دخان، وسترات مضادة للرصاص تم إطلاق سراح الرجال من قبل القاضي خوسيه لويس جوميز مارتينيز الذي صرح بأنه لا يوجد دليل على أنهم كانوا جزءًا من أي منظمة إجرامية.